# Indian Wells Champions Cup 1988
La Indian Wells Champions Cup, conosciuta anche con il nome di Newsweek Champions Cup 1988 per ragioni di sponsorizzazione, è stata un torneo di tennis giocato sul cemento. È stata la 15ª edizione del Torneo di Indian Wells facente parte del Nabisco Grand Prix 1988. Il torneo si è giocato nell'impianto per il tennis del Grand Champions Hotel di Indian Wells, in California, dal 29 febbraio al 6 marzo 1988.

## Campioni

### Singolare
Boris Becker ha battuto in finale  Emilio Sánchez con il punteggio di 7–5, 6–4, 2–6, 6–4

### Doppio
Boris Becker /  Guy Forget hanno battuto in finale  Jorge Lozano /  Todd Witsken con il punteggio di 6–3, 6–3